# سان جیوریو دی سوسا
سان جیوریو دی سوسا (به ایتالیایی: San Giorio di Susa) یک کومونه در ایتالیا است که در استان تورین واقع شده‌است. سان جیوریو دی سوسا ۱۹٫۶ کیلومتر مربع مساحت و ۱٬۰۴۶ نفر جمعیت دارد و ۴۲۰ متر بالاتر از سطح دریا واقع شده‌است.